# 101383 Karloff
101383 Karloff este o planetă minoră (asteroid), cu un diametru de 1,979 km, din centura de asteroizi. A fost descoperită pe 30 octombrie 1998 la Goodricke-Pigott Observatory⁠(d) de Roy A. Tucker⁠(d) și a fost numită după Boris Karloff. 
Obiectul prezintă o orbită caracterizată de o semiaxă mare de 2,3474253475058 UAi, o excentricitate de 0,12, o înclinație de 13,4 ° în raport cu ecliptica.